# Uma-jirushi
Uma-jirushi (馬印) eram bandeiras carregadas no campo de batalha mais comumente no século XVI e podiam ser levadas por um guerreiro a cavalo ou por um soldado de infantaria e sua função era de distinguir o comandande pertencente a determinado exército. Eram geralmente enormes.

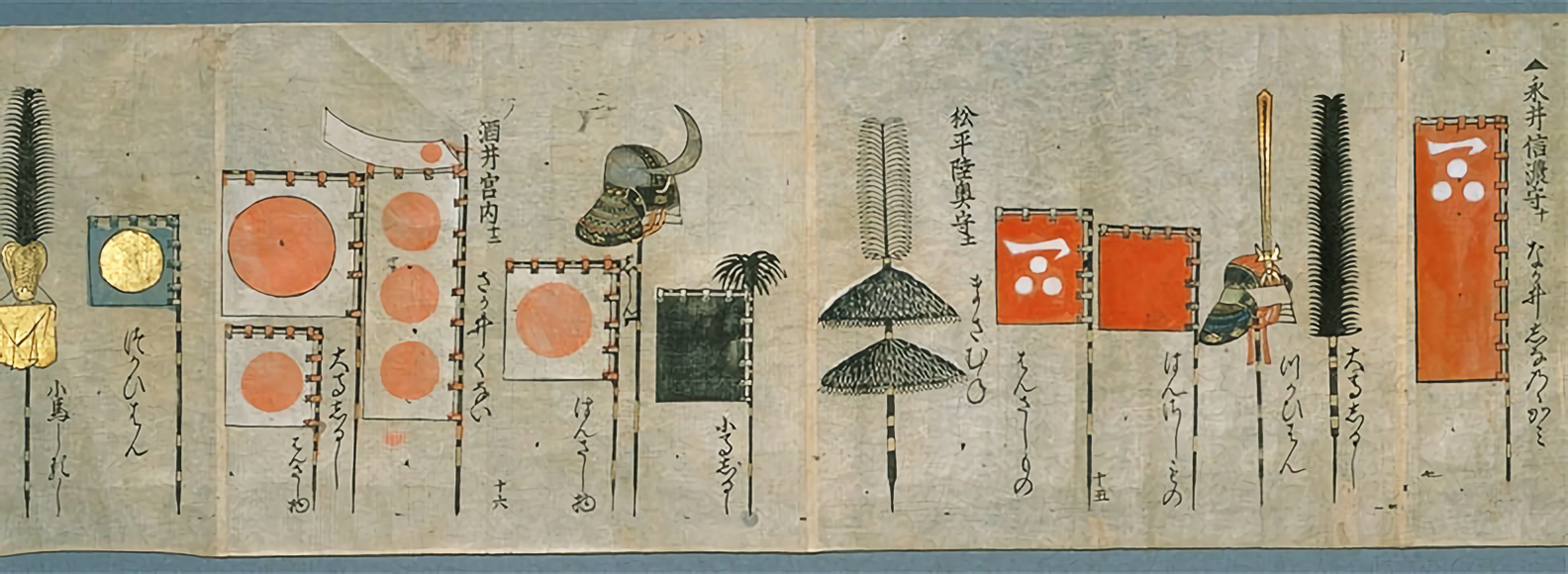
Uma variedade de desenhos Uma-Jirushi, retirados do livro do século XV O Uma Jirushi.

Tem-se o livro O Uma Jirushi escrito no período Edo na qual é referência sobre heráldica japonesa.